# Robert Grundin
Gustav Robert Grundin, född 11 maj 1945 i Stockholm, är en svensk före detta docent i rättsmedicin, operasångare (tenor) och skådespelare.
Grundin är före detta docent i rättsmedicin och har suttit i Socialstyrelsens rättsliga råd.

## Filmografi
- 1987 – Aida
- 1992 – Hassel – Svarta banken